# Stoffel Vandoorne
Stoffel Vandoorne (Kortrijk, Bélgica; 26 de marzo de 1992) es un piloto de automovilismo belga. Fue subcampeón de la Fórmula Renault 3.5 en 2013 y campeón de GP2 Series en 2015. En 2013 ingresó al Programa de Jóvenes Pilotos de McLaren. En 2016 terminó 4.º en la Super Fórmula Japonesa y debutó en la Fórmula 1, corriendo para McLaren en 2017 y 2018. Fue piloto de Mercedes-EQ en Fórmula E, logrando el subcampeonato en 2019-20 y el campeonato del mundo en 2021-22. 
Actualmente es piloto de Maserati MSG en Fórmula E, y a su vez ocupa el rol de piloto reserva del equipo Aston Martin en Fórmula 1.

## Vida personal
Stoffel Vandoorne nació en Kortrijk, Bélgica. Vandoorne tuvo su primera experiencia en el automovilismo a los 6 años cuando visitó una pista de karting de interiores en su ciudad natal; su padre, un arquitecto local, diseñó un restaurante adjunto al circuito, y el dueño le permitió que Stoffel practicara ahí.
Actualmente reside en Mónaco, y está en una relación sentimental con la DJ Anna de Ferran.

## Carrera

### Karting
Vandoorne comenzó su carrera de karting de interiores en 1998 a los seis años de edad, pero no fue hasta 2006, cuando Stoffel tenía 14 años que la familia consiguió patrocinadores para poder pagar su carrera en campeonatos mayores. En el 2008 ganó el Campeonato KF2 belga. En 2009 terminó como subcampeón en el Campeonato del Mundo de la CIK-FIA en la categoría KF2. 
Ese mismo año, Vandoorne entró a una competencia organizada por la RACB, el programa nacional automovilismo de Bélgica que ofrece apoyo y recursos a jóvenes talento. Fue seleccionado a unirse al programa, ganando el premio de 45,000 euros, lo cual le permitió a Stoffel a continuar corriendo y hacer la transición de go-karts a monoplazas.

### Fórmula Renault

#### F4 Eurocup 1.6 (2010)
Inició su carrera en monoplazas en la serie F4 Eurocup 1.6 en 2010, proclamándose campeón en su primer año y terminando la temporada con seis victorias y tres podios. El premio monetario de ganar el campeonato le ayudó a avanzar a la Eurocopa Fórmula Renault 2.0 el próximo año, y también le dio un lugar en la Academia de Pilotos de la FIA.

#### Fórmula Renault 2.0 (2011-2012)
En el 2011 compitió en la Eurocopa de Fórmula Renault 2.0 con el equipo KTR. Terminó quinto en la general, con un podio en el circuito de Hungaroring, y puntuó en otras ocho carreras durante toda la temporada. Ese año también participó en la Copa de Europa del Norte de Fórmula Renault 2.0, donde terminó tercero en el campeonato con ocho podios.
Vandoorne permaneció en la Eurocopa de Fórmula Renault 2.0 para el 2012, pero dejó su equipo KTR para unirse a Josef Kaufmann Racing. Ganó el campeonato, terminando la temporada con cuatro victorias y seis podios y venciendo a Daniil Kvyat por solo 10 puntos. También participó en la Copa de Europa del Norte, donde ganó cinco de las siete carreras que comenzó y terminó en el podio en la sexta carrera. En el 2011, Vandoorne había conocido a Matt Bishop, la cabeza de comunicaciones del equipo McLaren, gracias a Alex Wurz. Mientras se había mantenido en el radar de Bishop, su éxito en el año llamó la atención de McLaren, quien le adoptó en su programa de jóvenes piloto y le aseguró su siguiente paso en su carrera.

#### Fórmula Renault 3.5 (2013)
Para el 2013, compitió en la Fórmula Renault 3.5, sustituyendo a Robin Frijns en el equipo Fortec Motorsport. Terminó en la segunda posición por detrás del más experimentado Kevin Magnussen, con cuatro victorias y diez podios en 17 carreras.

### GP2 Series

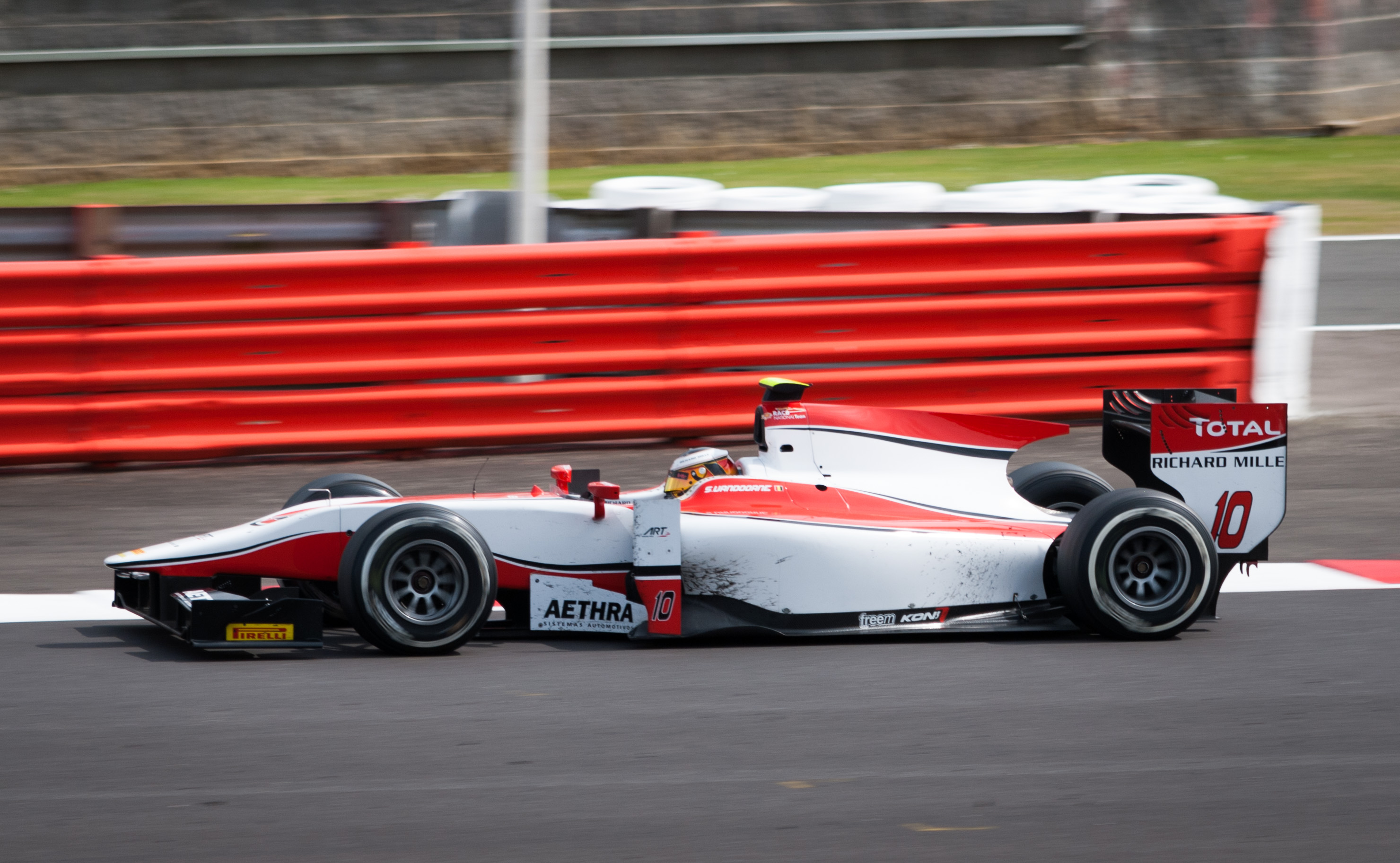
Vandoorne en la GP2 Series de 2014.

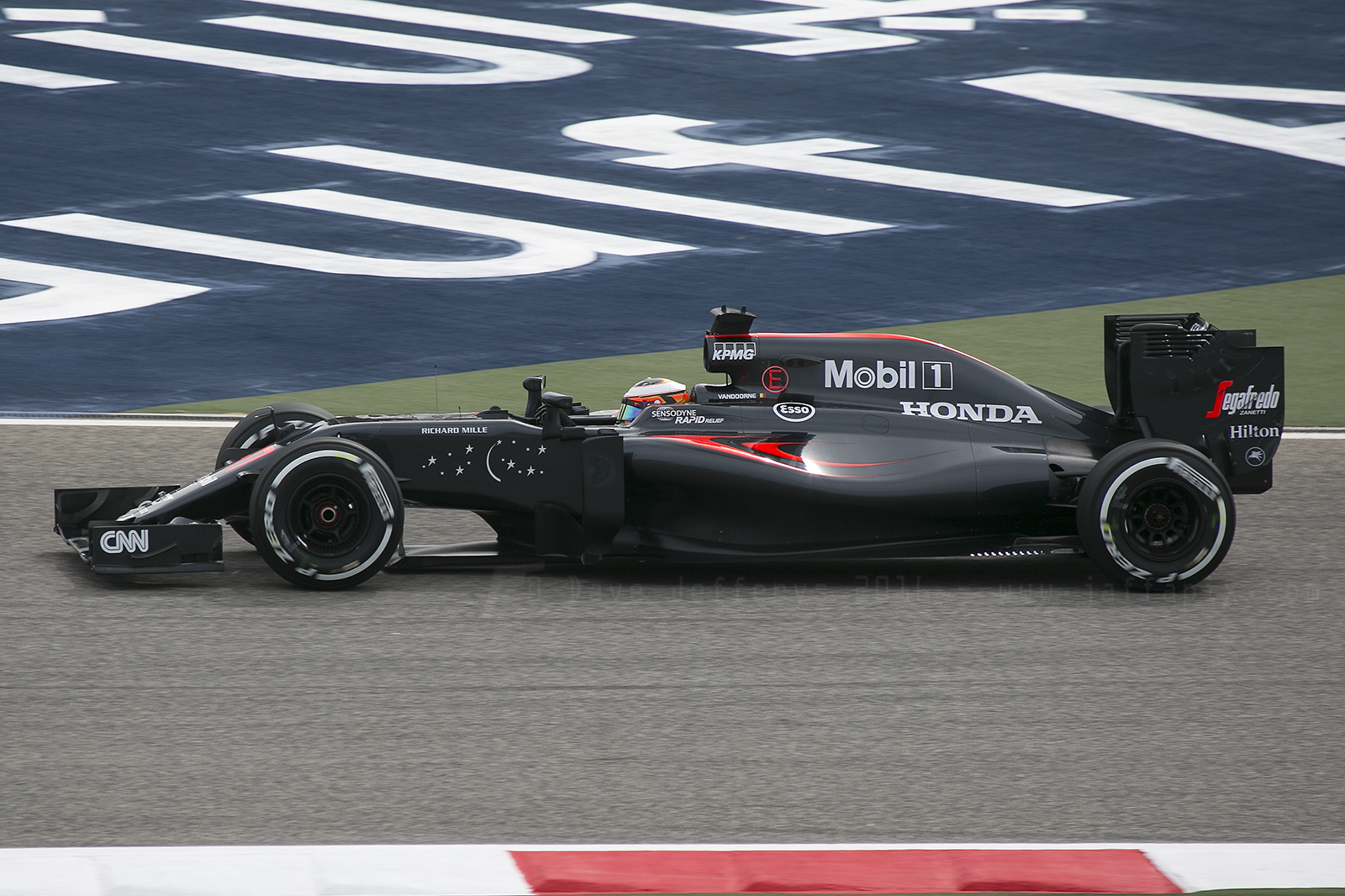
Vandoorne en el Gran Premio de Baréin 2016.

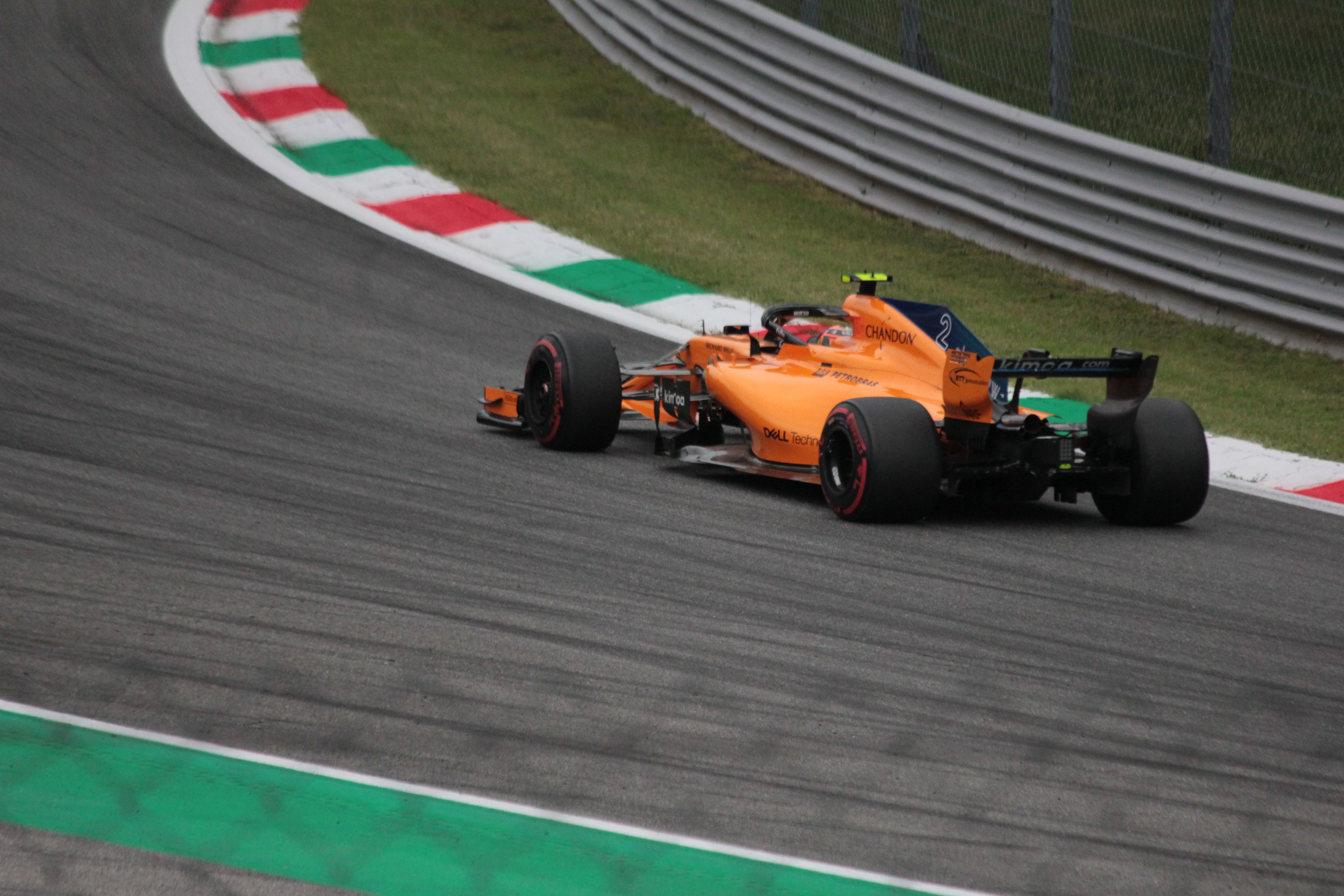
Vandoorne en el Gran Premio de Italia de 2018.

Stoffel fichó para el equipo francés ART Grand Prix en enero de 2014 para correr en la GP2, serie de apoyo directa a la F1 y que le permitió a Vandoorne también ser nombrado 3er piloto del equipo McLaren. Acumuló cuatro victorias, en Bahrain, Hungaroring, Monza y Yas Marina, y seis otros podios en 22 carreras, por lo que resultó subcampeón frente a Jolyon Palmer, convirtiéndose en el mejor novato.
Vandoorne continuó una temporada más en GP2 Series con ART Grand Prix con Nobuharu Matsushita como su compañero de equipo. Obtuvo cinco victorias en carreras principales, 12 podios y 4 poles, dominando la temporada y resultando campeón ante Alexander Rossi con una diferencia de 108 puntos.
En sus dos años compitiendo en la GP2, rompió los récords de mayor número de victorias, poles y vueltas rápidas.

### Super Fórmula
Al ganar el campeonato de GP2 Series en 2015, Vandoorne no podía competir de nuevo en la categoría. Sin hueco en Fórmula 1, McLaren le buscó un sitio en Super Fórmula, junto a su socio Honda. El 12 de febrero del 2016 se anunció que Vandoorne correría en la Super Fórmula para Dandelion Racing. Tras dos victorias y una pole position, terminó 4º con 27 puntos, la mejor posición para un motor Honda.

### Fórmula 1

#### Temporada 2016
Luego de ser piloto de reserva de McLaren desde 2014, hizo su debut oficial en el Gran Premio de Baréin sustituyendo a Fernando Alonso tras un fuerte accidente en la carrera anterior, en Australia. Vandoorne calificó en 12.º, por arriba de su compañero de equipo Jenson Button, y finalizó en el 10º lugar y por ende obteniendo 1 punto, el primero para McLaren Honda en el año. Así, se convirtió en el primer piloto reserva en puntuar en su debut desde Sebastian Vettel en el Gran Premio de Estados Unidos del 2007.
El 3 de septiembre de 2016, McLaren confirmó en una rueda de prensa que el piloto belga sería piloto titular junto a Fernando Alonso, al mismo tiempo que anunciarían el retiro de Jenson Button para la temporada 2017.

#### Temporada 2017
En su temporada debut en McLaren, Vandoorne se estableció como un novato considerable a lado del 2 veces campeón del mundo Fernando Alonso. Con el no competitivo McLaren, Stoffel obtuvo 13 puntos (en comparativa de los 17 de Alonso) en los Grandes Premios de Hungría, Singapur y Malasia. Los problemas clave en fiabilidad y rendimiento del auto resultaron en un DNS y cinco DNFs para Vandoorne. 
En agosto de 2017 se anunció que Vandoorne continuaría en el equipo para el siguiente año.

#### Temporada 2018
Para 2018, el equipo dejó de ser impulsado por Honda para ser cliente de Renault. Vandoorne disfrutó un buen inicio de temporada con 3 Top 10 en las primeras cuatro carreras. Sin embargo, conforme la temporada progresó, batalló para mantener su buen momento y el McLaren también demostró que el cambio de motor no erradicó todos sus problemas. Vandoorne terminó la temporada en 16, con solo 12 puntos, y aunque hacia el final de la temporada mejoró en sus batallas en pista, esto no le fue suficiente para mantener su posición en el equipo; en septiembre se había anunciado que no seguiría en el equipo, siendo sustituido por el joven piloto inglés Lando Norris

### Fórmula E y WEC

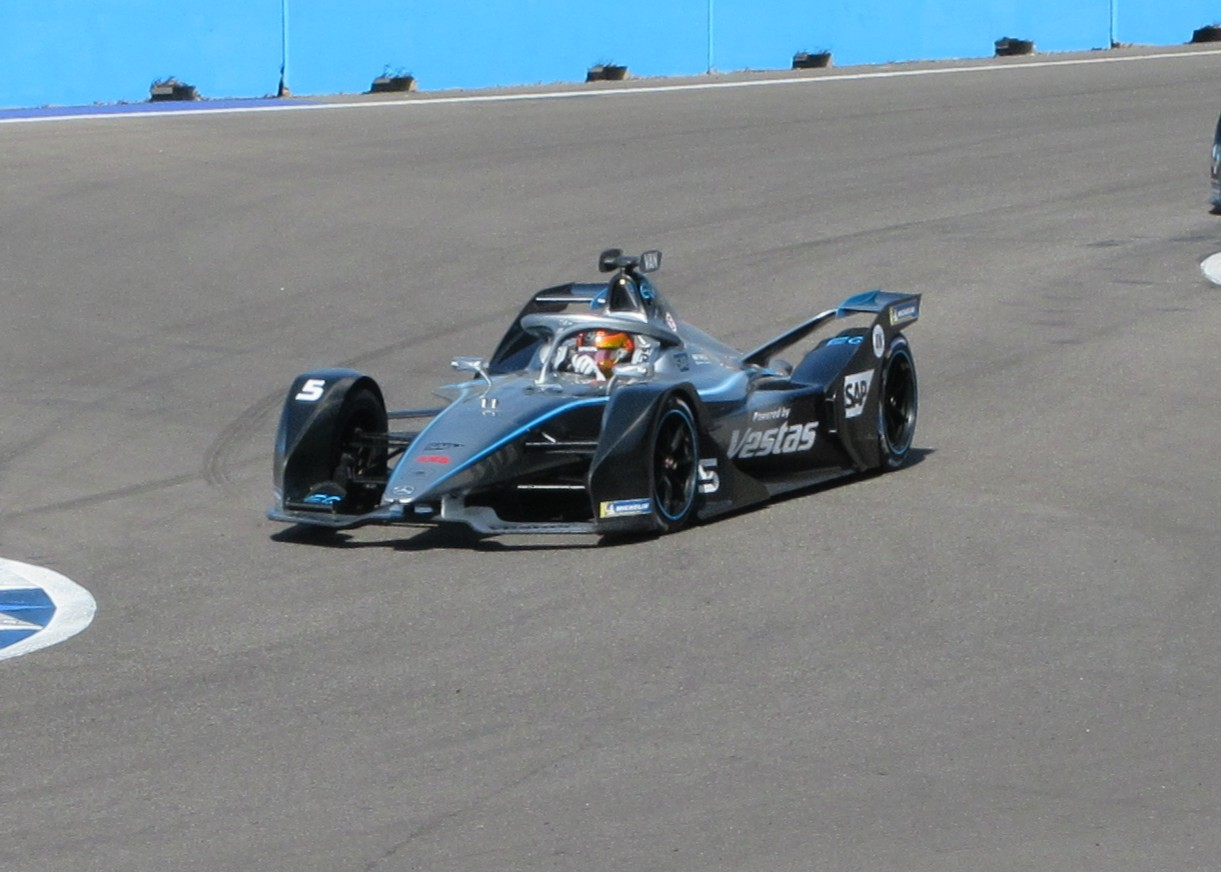
Silver Arrow 01 de Vandoorne en el ePrix de Marrakech de 2020.

Vandoorne fue piloto de HWA junto al británico Gary Paffett en la temporada 2018-19 de Fórmula E. Logró su primera pole en Hong Kong y su primer podio en Roma. Para la siguiente edición del campeonato, el belga fue contratado por el nuevo equipo Mercedes. Un doble podio en la primera ronda dejó a Vandoorne como líder del campeonato. Luego de esto cayó en el clasificador tras resultados peores, hasta la última carrera donde salió desde la pole y triunfó, quedándose así con el subcampeonato detrás de António Félix da Costa.
Por otro lado, Vandoorne participó en dos carreras del Mundial de Resistencia en 2019: las 6 Horas de Spa-Francorchamps y las 24 Horas de Le Mans con Vitaly Petrov y Mikhail Aleshin en el equipo SMP, finalizando en ambas en el tercer puesto.

## Resumen de carrera
| Temporada | Categoría                                              | Equipo                                 | Carreras          | Victorias         | Poles             | VR                | Podios            | Puntos            | Pos.              |
| --------- | ------------------------------------------------------ | -------------------------------------- | ----------------- | ----------------- | ----------------- | ----------------- | ----------------- | ----------------- | ----------------- |
| 2010      | F4 Eurocopa 1.6                                        | Autosport Academy                      | 14                | 6                 | 5                 | 4                 | 3                 | 151               | 1.º               |
| 2011      | Eurocopa de Fórmula Renault 2.0                        | KTR                                    | 14                | 0                 | 0                 | 0                 | 1                 | 93                | 5.º               |
| 2011      | Copa de Europa del Norte de Fórmula Renault 2.0        | KTR                                    | 14                | 0                 | 2                 | 0                 | 8                 | 328               | 3.º               |
| 2012      | Eurocopa de Fórmula Renault 2.0                        | Josef Kaufmann                         | 14                | 4                 | 6                 | 3                 | 7                 | 244               | 1.º               |
| 2012      | Copa de Europa del Norte de Fórmula Renault 2.0        | Josef Kaufmann                         | 7                 | 5                 | 4                 | 5                 | 1                 | 176               | 9.º               |
| 2013      | Fórmula Renault 3.5                                    | Fortec                                 | 17                | 4                 | 3                 | 2                 | 10                | 214               | 2.º               |
| 2014      | Fórmula 1                                              | McLaren Mercedes                       | Piloto de pruebas | Piloto de pruebas | Piloto de pruebas | Piloto de pruebas | Piloto de pruebas | Piloto de pruebas | Piloto de pruebas |
| 2014      | GP2 Series                                             | ART Grand Prix                         | 22                | 4                 | 4                 | 3                 | 10                | 229               | 2.º               |
| 2015      | Fórmula 1                                              | McLaren Honda                          | Piloto de pruebas | Piloto de pruebas | Piloto de pruebas | Piloto de pruebas | Piloto de pruebas | Piloto de pruebas | Piloto de pruebas |
| 2015      | GP2 Series                                             | ART Grand Prix                         | 21                | 7                 | 4                 | 7                 | 16                | 341.5             | 1.º               |
| 2016      | Campeonato de Super Fórmula Japonesa                   | Docomo Team Dandelion Racing           | 9                 | 2                 | 1                 | 0                 | 3                 | 27                | 4.º               |
| 2016      | Fórmula 1                                              | McLaren Honda                          | 1                 | 0                 | 0                 | 0                 | 0                 | 1                 | 17.º              |
| 2017      | Fórmula 1                                              | McLaren Honda                          | 19                | 0                 | 0                 | 0                 | 0                 | 13                | 16.º              |
| 2018      | Fórmula 1                                              | McLaren F1 Team                        | 21                | 0                 | 0                 | 0                 | 0                 | 12                | 16.º              |
| 2018-19   | Fórmula E                                              | HWA Racelab                            | 13                | 0                 | 1                 | 0                 | 1                 | 35                | 16.º              |
| 2018-19   | Campeonato Mundial de Resistencia de la FIA - LMP1     | SMP Racing                             | 2                 | 0                 | 0                 | 0                 | 2                 | 38                | 11.º              |
| 2019-20   | Fórmula E                                              | Mercedes-Benz EQ Formula E Team        | 11                | 1                 | 1                 | 1                 | 3                 | 87                | 2.º               |
| 2020      | Fórmula 1                                              | Mercedes-AMG Petronas Formula One Team | Piloto de pruebas | Piloto de pruebas | Piloto de pruebas | Piloto de pruebas | Piloto de pruebas | Piloto de pruebas | Piloto de pruebas |
| 2020-21   | Fórmula E                                              | Mercedes-EQ Formula E Team             | 15                | 1                 | 3                 | 2                 | 3                 | 82                | 9.º               |
| 2021      | Asian Le Mans Series - LMP2                            | Jota Sport                             | 2                 | 0                 | 0                 | 0                 | 1                 | 28                | 8.º               |
| 2021      | Campeonato Mundial de Resistencia de la FIA - LMP2     | Jota Sport                             | 6                 | 0                 | 2                 | 1                 | 5                 | 131               | 2.º               |
| 2021-22   | Fórmula E                                              | Mercedes-EQ Formula E Team             | 16                | 1                 | 2                 | 1                 | 8                 | 213               | 1.º               |
| 2022      | IMSA SportsCar Championship - DPi                      | Meyer Shank Racing with Curb-Agajanian | 1                 | 0                 | 0                 | 0                 | 0                 | 0                 | 21.º              |
| 2022-23   | Fórmula E                                              | DS Penske                              | 16                | 0                 | 1                 | 0                 | 0                 | 56                | 11.º              |
| 2023      | Campeonato Mundial de Resistencia de la FIA - Hypercar | Peugeot TotalEnergies                  | 1                 | 0                 | 0                 | 0                 | 0                 | 6                 | 15.º              |
| 2023-24   | Fórmula E                                              | DS Penske                              | 16                | 0                 | 0                 | 0                 | 1                 | 61                | 10.º              |
| 2024      | Campeonato Mundial de Resistencia de la FIA - Hypercar | Peugeot TotalEnergies                  | 7                 | 0                 | 0                 | 0                 | 0                 | 4                 | 29.º              |
| 2024-25   | Fórmula E                                              | Maserati MSG Racing                    | Disputándose      | Disputándose      | Disputándose      | Disputándose      | Disputándose      | Disputándose      | Disputándose      |
| 2025      | Campeonato Mundial de Resistencia de la FIA - Hypercar | Peugeot TotalEnergies                  | Disputándose      | Disputándose      | Disputándose      | Disputándose      | Disputándose      | Disputándose      | Disputándose      |
| Fuente:   |                                                        |                                        |                   |                   |                   |                   |                   |                   |                   |

## Resultados

### Eurocopa de Fórmula Renault 2.0
(Clave) (negrita indica pole position) (cursiva indica vuelta rápida)

| Año  | Escudería             | 1         | 2         | 3        | 4         | 5        | 6       | 7       | 8       | 9       | 10      | 11      | 12      | 13      | 14        | Pos. | Puntos |
| ---- | --------------------- | --------- | --------- | -------- | --------- | -------- | ------- | ------- | ------- | ------- | ------- | ------- | ------- | ------- | --------- | ---- | ------ |
| 2011 | KTR                   | ALC 1 Ret | ALC 2 Ret | SPA 1 15 | SPA 2 Ret | NÜR 1 20 | NÜR 2 7 | HUN 1 4 | HUN 2 3 | SIL 1 4 | SIL 2 4 | LEC 1 6 | LEC 2 5 | CAT 1 5 | CAT 2 6   | 5.º  | 93     |
| 2012 | Josef Kaufmann Racing | ALC 1 3   | ALC 2 4   | SPA 1 2  | SPA 2 3   | NÜR 1    | NÜR 2 1 | MSC 1 2 | MSC 2   | HUN 1   | HUN 2 4 | LEC 1   | LEC 2   | CAT 1 2 | CAT 2 Ret | 1.º  | 244    |

### Fórmula Renault 3.5 Series
(Clave) (negrita indica pole position) (cursiva indica vuelta rápida)

| Año  | Escudería         | 1     | 2       | 3       | 4       | 5       | 6        | 7       | 8     | 9       | 10        | 11        | 12      | 13    | 14      | 15        | 16      | 17    | Pos. | Puntos |
| ---- | ----------------- | ----- | ------- | ------- | ------- | ------- | -------- | ------- | ----- | ------- | --------- | --------- | ------- | ----- | ------- | --------- | ------- | ----- | ---- | ------ |
| 2013 | Fortec Motorsport | MNZ 1 | MNZ 2 3 | ALC 1 8 | ALC 2 3 | MON 1 9 | SPA 1 13 | SPA 2 1 | MOS 1 | MOS 2 1 | RBR 1 Ret | RBR 2 Ret | HUN 1 4 | HUN 2 | LEC 1 2 | LEC 2 Ret | CAT 1 3 | CAT 2 | 2.º  | 214    |

### GP2 Series
(Clave) (negrita indica pole position) (cursiva indica vuelta rápida puntuable)

| Año  | Escudería      | 1   | 1   | 2   | 2   | 3   | 3   | 4   | 4   | 5   | 5   | 6   | 6   | 7   | 7   | 8   | 8   | 9   | 9   | 10  | 10  | 11  | 11  | Pos. | Puntos | Ref.   |
| ---- | -------------- | --- | --- | --- | --- | --- | --- | --- | --- | --- | --- | --- | --- | --- | --- | --- | --- | --- | --- | --- | --- | --- | --- | ---- | ------ | ------ |
| 2014 | ART Grand Prix | SAK | SAK | BAR | BAR | MON | MON | SPI | SPI | SIL | SIL | HOC | HOC | BUD | BUD | SPA | SPA | MNZ | MNZ | SOC | SOC | YMC | YMC | 2.º  | 229    | [ 24 ] |
| 2014 | ART Grand Prix | 1   | 22  | 13  | 10  | 14  | 13  | 2   | 15  | 3   | 9   | 2   | 3   | 7   | 1   | 2   | 6   | 1   | 13  | 5   | 2   | 1   | 5   | 2.º  | 229    | [ 24 ] |
| 2015 | ART Grand Prix | SAK | SAK | BAR | BAR | MON | MON | SPI | SPI | SIL | SIL | BUD | BUD | SPA | SPA | MNZ | MNZ | SOC | SOC | SAK | SAK | YMC | YMC | 1.º  | 341.5  | [ 25 ] |
| 2015 | ART Grand Prix | 1   | 2   | 1   | 2   | 1   | 8   | 1   | 2   | 3   | 9   | 5   | 2   | 1   | 4   | 2   | 3   | 3   | 4   | 1   | 2   | 1   | C   | 1.º  | 341.5  | [ 25 ] |

### Campeonato de Super Fórmula Japonesa
(Clave) (negrita indica pole position) (cursiva indica vuelta rápida)

| Año  | Escudería                    | 1   | 2   | 3   | 4   | 5   | 6   | 7   | 8   | 9   | Pos. | Puntos | Ref.   |
| ---- | ---------------------------- | --- | --- | --- | --- | --- | --- | --- | --- | --- | ---- | ------ | ------ |
| 2016 | Docomo Team Dandelion Racing | SUZ | OKA | FUJ | MOT | OKA | OKA | SUG | SUZ | SUZ | 4.º  | 27     | [ 26 ] |
| 2016 | Docomo Team Dandelion Racing | 3   | 12  | Ret | 6   | 1   | 7   | 6   | 17  | 1   | 4.º  | 27     | [ 26 ] |

### Fórmula 1
(Clave) (negrita indica pole position) (cursiva indica vuelta rápida)

| Año     | Escudería       | 1      | 2       | 3       | 4      | 5       | 6       | 7      | 8      | 9       | 10     | 11     | 12      | 13      | 14     | 15     | 16     | 17     | 18     | 19      | 20     | 21     | Pos. | Puntos |
| ------- | --------------- | ------ | ------- | ------- | ------ | ------- | ------- | ------ | ------ | ------- | ------ | ------ | ------- | ------- | ------ | ------ | ------ | ------ | ------ | ------- | ------ | ------ | ---- | ------ |
| 2016    | McLaren Honda   | AUS    | BHR 10  | CHN     | RUS    | ESP     | MON     | CAN    | EUR    | AUT     | GBR    | HUN    | GER     | BEL     | ITA    | SIN    | MYS    | JPN    | USA    | MEX     | BRA    | ABU    | 20.º | 1      |
| 2017    | McLaren Honda   | AUS 13 | CHN Ret | BHR DNS | RUS 14 | ESP Ret | MON Ret | CAN 14 | AZE 12 | AUT 12  | GBR 11 | HUN 10 | BEL 14  | ITA Ret | SIN 7  | MYS 7  | JPN 14 | USA 12 | MEX 12 | BRA Ret | ABU 12 |        | 16.º | 13     |
| 2018    | McLaren F1 Team | AUS 9  | BHR 8   | CHN 13  | AZE 9  | ESP Ret | MON 14  | CAN 16 | FRA 12 | AUT 15† | GBR 11 | GER 13 | HUN Ret | BEL 15  | ITA 12 | SIN 12 | RUS 16 | JPN 15 | USA 11 | MEX 8   | BRA 15 | ABU 14 | 16.º | 12     |
| Fuente: |                 |        |         |         |        |         |         |        |        |         |        |        |         |         |        |        |        |        |        |         |        |        |      |        |

### Fórmula E
(Clave) (negrita indica pole position) (cursiva indica vuelta rápida)

| Año     | Escudería                       | 1      | 2       | 3       | 4      | 5       | 6       | 7       | 8       | 9       | 10      | 11     | 12      | 13     | 14     | 15     | 16     | Pos. | Puntos |
| ------- | ------------------------------- | ------ | ------- | ------- | ------ | ------- | ------- | ------- | ------- | ------- | ------- | ------ | ------- | ------ | ------ | ------ | ------ | ---- | ------ |
| 2018-19 | HWA Racelab                     | ALD 17 | MAR Ret | SAN Ret | MEX 18 | HKG Ret | SNY Ret | ROM 3   | PAR Ret | MON 9   | BER 5   | BRN 10 | NYC 13  | NYC 8  |        |        |        | 16.º | 35     |
| 2019-20 | Mercedes-Benz EQ Formula E Team | DIR 3  | DIR 3   | SAN 6   | MEX NC | MAR 15  | BER 6   | BER 5   | BER Ret | BER 12  | BER 9   | BER 1  |         |        |        |        |        | 2.º  | 87     |
| 2020-21 | Mercedes-EQ Formula E Team      | DIR 8  | DIR 13  | ROM Ret | ROM 1  | VAL 3   | VAL Ret | MON Ret | PUE 7   | PUE 13  | NYC Ret | NYC 12 | LON 7   | LON 15 | BER 12 | BER 3  |        | 9.º  | 82     |
| 2021-22 | Mercedes-EQ Formula E Team      | DIR 2  | DIR 7   | MEX 11  | ROM 3  | ROM 5   | MON 1   | BER 3   | BER 3   | YAK 5   | MAR 8   | NYC 4  | NYC 2   | LON 2  | LON 4  | SEÚ 5  | SEÚ 2  | 1.º  | 213    |
| 2022-23 | DS Penske                       | MEX 10 | DIR 11  | DIR 20  | HYD 8  | CAB 7   | SÃO 6   | BER Ret | BER 8   | MON 9   | YAK 4   | YAK 9  | PRT 12  | ROM 11 | ROM 8  | LON 11 | LON 5  | 11.º | 56     |
| 2023-24 | DS Penske Formula E Team        | MEX 8  | DIR 14  | DIR 5   | SÃO 8  | TOK 16  | MIS 8   | MIS Ret | MON 3   | BER 7   | BER 20  | SHA 9  | SHA 6   | PRT 9  | PRT 11 | LON 9  | LON 9  | 10.º | 59     |
| 2024-25 | Maserati MSG Racing             | SÃO 10 | MEX 7   | YED 10  | YED 6  | MIA 14  | MON 9   | MON 10  | TOK 1   | TOK Ret | SHA 11  | SHA 7  | YAK Ret | BER 12 | BER 13 | LON 4  | LON 12 | 14.º | 62     |
| Fuente: |                                 |        |         |         |        |         |         |         |         |         |         |        |         |        |        |        |        |      |        |

### Campeonato Mundial de Resistencia de la FIA
(Clave) (negrita indica pole position) (cursiva indica vuelta rápida)

| Año     | Escudería  | Clase | Automóvil              | 1   | 2   | 3   | 4   | 5   | 6   | 7   | 8   | Pos. | Puntos | Ref.   |
| ------- | ---------- | ----- | ---------------------- | --- | --- | --- | --- | --- | --- | --- | --- | ---- | ------ | ------ |
| 2018-19 | SMP Racing | LMP1  | BR Engineering BR1-AER | SPA | LMS | SIL | FUJ | SHA | SEB | SPA | LMS | 11.º | 38     | [ 20 ] |
| 2018-19 | SMP Racing | LMP1  | BR Engineering BR1-AER |     |     |     |     |     |     | 3   | 3   | 11.º | 38     | [ 20 ] |

### 24 Horas de Le Mans
| Año     | Equipo                | Copilotos                     | Automóvil              | Clase    | Vueltas | Pos. | Pos. Clase |
| ------- | --------------------- | ----------------------------- | ---------------------- | -------- | ------- | ---- | ---------- |
| 2019    | SMP Racing            | Vitaly Petrov Mikhail Aleshin | BR Engineering BR1-AER | LMP1     | 379     | 3.º  | 3.º        |
| 2021    | Jota                  | Tom Blomqvist Sean Gelael     | Oreca 07-Gibson        | LMP2     | 363     | 7.º  | 2.º        |
| 2024    | Peugeot TotalEnergies | Paul di Resta Loïc Duval      | Peugeot 9X8            | Hypercar | 309     | 11.º | 11.º       |
| 2025    | Peugeot TotalEnergies | Loïc Duval Malthe Jakobsen    | Peugeot 9X8            | Hypercar | 384     | 11.º | 11.º       |
| Fuente: |                       |                               |                        |          |         |      |            |